# Marcació per rellotge

Punts d'un rellotge de 12 hores

Una marcació per rellotge, o direcció per rellotge, és la direcció d'un objecte observat des d'un vehicle, normalment un vaixell o un avió, en relació amb l'orientació d'aquest vehicle o nau de l'observador. S'ha de considerar que el vehicle té un davant (12h), un darrere (6h), un quart al costat esquerre (9h) i un quart al costat dret (3h).
Aquestes direccions poden tenir noms especialitzats, com ara proa i popa per a un vaixell, o morro i cua per a un avió. Llavors, l'observador mesura o observa l'angle que fa la intersecció de la línia de visió de l'objecte observat amb l'eix longitudinal, de la nau o vehicle, utilitzant l'analogia de l'esfera del rellotge.
És una pràctica que es va originar en l'aeronàutica, passat a l'argot militar i després al llenguatge comú, és designar una direcció en hores .

## Descripció

Si la direcció que segueix la nau és el nord (les 12 en punt al dial d'un rellotge), Est = 3H, Sud = 6H, Oest=9H

En aquesta analogia, l'observador s'imagina el vaixell situat en una esfera de rellotge horitzontal amb la part davantera a les 12:00. Descuidant l'eslora de l'embarcació, i suposant que està a proa, observa el número de temps que es troba a la línia de visió. Per exemple, a les12 en punt significa directament davant,a les 3 en punt significa directament a la dreta, a les 6 en punt significa directament darrere i a les 9 significa directament a l'esquerra .
Aquest mètode de seguiment funciona per analogia amb l'esfera del rellotge. Qui rep una indicació d'aquest tipus ha d'interpretar l'hora que se li dona com aquell per al qual la busca petita està en la direcció apuntada. Matemàticament parlant, l'angle (dirigit en el sentit de les agulles del rellotge, anti-trigonomètric) entre la direcció que mira el subjecte i la direcció de l'objecte indicat és 30 vegades l'hora indicada, en graus.
A la pràctica, per dir "enemic en front" es diu "enemic a les 12".
A diferència de les indicacions que donen els punts cardinals, aquesta indicació és, doncs, relativa a la posició de la persona que l'envia.
Com que la frase estereotipada "objectiu a les 5 en punt" indica no només el valor de l'angle, sinó els objectes marcats per l'angle descrit, l'hora no és una unitat de mesura de l'angle estrictament parlant.
Tanmateix, aquesta unitat només admet 12 valors. Com que es tracta d'una conveniència oral, seria ridícul dir "objectiu a les set i mitja" per "165° des de la vostra direcció". Per a indicacions més precises, tornem als graus. A la pel·lícula Shaun of the Dead, un dels personatges assenyala un enemic " quarts de migdia ", després a" 11:45 a.m. ". Aquesta indicació només confon el tirador. És perquè la pel·lícula és una paròdia que hi ha tanta absurditat.
A la Segona Guerra Mundial els pilots d'avions necessitaven un mètode ràpid per comunicar la posició relativa de l'enemic per a la qual cosa el sistema de marcació per rellotge era ideal. Els artillers d'un bombarder, o un altre avió de l'esquadró, s'havien de mantenir informats per a una resposta immediata. Tanmateix, a l'aviació, una marcació per rellotge es refereix a una direcció horitzontal. Els pilots necessitaven una dimensió vertical, de manera que van complementar la marcació per rellotge amb la paraula alta o baixa per descriure la direcció vertical; p. ex., 6 en punt d'alt significa darrere i per sobre de l'horitzó, mentre que 12 en punt baix significa davant i per sota de l'horitzó.